# إغناطيوس جبرائيل الأول تبوني
البطريرك إغناطيوس جبرائيل الأول كاردينال تبوني ومطران حلب (ولد في 1879 باسم عبد الأحد داود تبوني وتوفي في 1968) هو بطريرك كنيسة السريان الكاثوليك بين سنة 1929 و1968 وأيضاً صار كاردينال للبابا في 1936 وهو أول كاردينال من الشرق الأوسط.
ولد الكاردينال تبوني في مدينة الموصل في العراق واسمه الاصلي هو عبد الأحد تبوني واسمه الكهنوتي هو جبرائيل تبوني. دخل في السلك الكهنوتي.
تم تعيينه مطراناً في ماردين في 1912 وظل في دياربكر لمدة سنتين وبعدها بدأت الحرب العالمية الأولى. وتم سجنه من قبل الاتراك العثمانيين في حلب من ضمن حملة عثمانية على المسيحيين. وقامت العديد من الشخصيات العالمية بالتدخل للإفراج عنهم من ضمنهم ملك النمسا.
بعد أن افرج عنه، تم تعيينه مطران في مدينة حلب / سوريا في عهد البطريرك رحماني.
وبعد وفاه البطريرك رحماني، تم انتخابه كبطريرك للسريان الكاثوليك في حلب وعرف بما يسمى بالصوت الحي، أي ان كل المطارنة قاموا بانتخابه شفهياً اجمعين كبطريرك. وكان ذلك في سنة 1929.
توفي جبرائيل تبوني عام 1968 في بيروت.

## روابط خارجية
- إغناطيوس جبرائيل الأول تبوني على موقع مونزينجر (الألمانية)